# Oxchuc
Oxchuc es una localidad del estado mexicano de Chiapas, cabecera del municipio homónimo. Está ubicada en la posición 16°51′0″N 92°25′0″O / 16.85000, -92.41667, a una altitud de 1977 m s. n. m.

## Toponimia
El nombre Oxchuc proviene del tseltal y se interpreta como "Tres Nudos".

## Demografía
Cuenta con 10 356 habitantes lo que representa un incremento promedio de  4.6% anual en el período 2010-2020 sobre la base de los 6675 habitantes registrados en el censo anterior. Ocupa una superficie de 3.733 km², lo que determina al año 2020 una densidad de 2774 hab/km².
| Gráfica de evolución demográfica de Oxchuc entre 2000 y 2020      |
|                                                                   |
| Fuente: Instituto Nacional de Estadística Geografía e Informática |

En el año 2010 estaba clasificada como una localidad de grado alto de vulnerabilidad social.
La población de Oxchuc está mayoritariamente alfabetizada (5.14% de personas analfabetas al año 2020) con un grado de escolarización en torno de los 9 años. El 96.69% de la población se reconoce como indígena.